# جاي بلانشارد
جاي بلانشارد (بالإنجليزية: Jay Blanchard)‏ هو سياسي أمريكي، ولد في 1946.